# Dypsis bernieriana
Dypsis bernieriana là loài thực vật có hoa thuộc họ Arecaceae. Loài này được (Baill.) Beentje & J.Dransf. mô tả khoa học đầu tiên năm 1995.